# Drago Nikolić
Drago Nikolić (serbio cirílico: Драго Николић; 1957–2015) fue un militar serbobosnio que participó en la Guerra de Bosnia. Fue el 2.º Teniente  que ejercía como Jefe de Seguridad para la Brigada Zvornik del Ejército de la República Srpska.
El 6 de septiembre de 2002, el TPIY emitió una acusación en su contra por su rol en la Masacre de Srebrenica. Se entregó y fue transferido a La Haya el 17 de marzo de 2005. Apareció en la Corte y se declaró "no culpable". El 10 de junio de 2010, la Sala de Primera Instancia dio el veredicto: Nikolić, trabajó estrechamente con Ljubiša Beara y Vujadin Popović, estuvo implicado en organizar la detención y ejecución de prisioneros en la Escuela Ročević. Demostró una determinación para llevar a cabo sus tareas asignadas en esta operación genocida. Su contribución a la Empresa Criminal Conjunta (JCE) con el genocidio fue persistente y determinado. Fue declarado culpable por su complicidad en genocidio, exterminio, asesinato y persecuciones, y sentenciado a 35 años en prisión.
Fue el jefe de seguridad de la Brigada Zvornik.